# Будинок на вулиці Саксаганського, 36
Будинок на вулиці Саксаганського, 36 — житловий будинок на вулиці Саксаганського в Голосіївському районі міста Києва. Зведений на початку XX століття як прибутковий будинок. Має статус щойно виявленої пам'ятки архітектури та містобудування.

## Історія
Первісно будинок був двоповерховим, з напівпідвалом, зведений у цегляному стилі. Приблизно на початку 1910-х архітектор Федір Троупянський на замовлення власника будинку, Ефроїма Манова, надбудував ще три поверхи та додав до оздоблення чолового фасаду елементи модерну.

## Опис
Будинок п'ятиповерховий з цокольним напівповерхом, цегляний, пофарбований, у плані Т-подібний. Головний фасад симетричний, двохосьовий, бічні осі розташовані по краях фасаду і виділені лопатками (гранчастими на рівні четвертого—п'ятого поверхів, пласкими — на нижчих поверхах), строєними на рівні п'ятого поверху вікнами, виступними аттиками із ліпними вставками та трикутними фронтонами, що завершують осі. Додаткові вертикальні осі утворені балконами із кованими балюстрадами з геометричним орнаментом, горизонтально фасад членують ряди майже однакових за розміром і формою вікон. Фасад оздоблений у модернізованому цегляному стилі з притаманним йому геометричним подрібненим декором. Кожен з поверхів має різний характер оздоблення: сандрики, замкові камені, підвіконні вставки, пояски з дентикул, завершується головний фасад модерністичним, великого виносу карнизом. Вікна прямокутні, видовжені, у флангах — звужені, на п'ятому поверсі — з напівциркульним завершенням, у флангах — строєні, зі спільною лучковою перемичкою. Головний вхід із арковим світликом розміщений по центру фасаду та виділений порталом із фігурним сандриком на ряді кронштейнів.
Архітектурний стиль будинку відзначається переплетінням різних мистецьких течій і напрямів початку XX століття.

## Відомі жителі
У квартирі № 5 з 1920-х років (із перервою у 1941—1945 роках) проживав лікар-терапевт Макс Губергріц, академік АН УРСР, заслужений діяч науки УРСР, з 1920 року — завідувач кафедри спеціальної патології і терапії Київського медичного інституту.
На початку ХХ ст. в будинку мешкала оперна співачка Катерина Массіні.

## Галерея

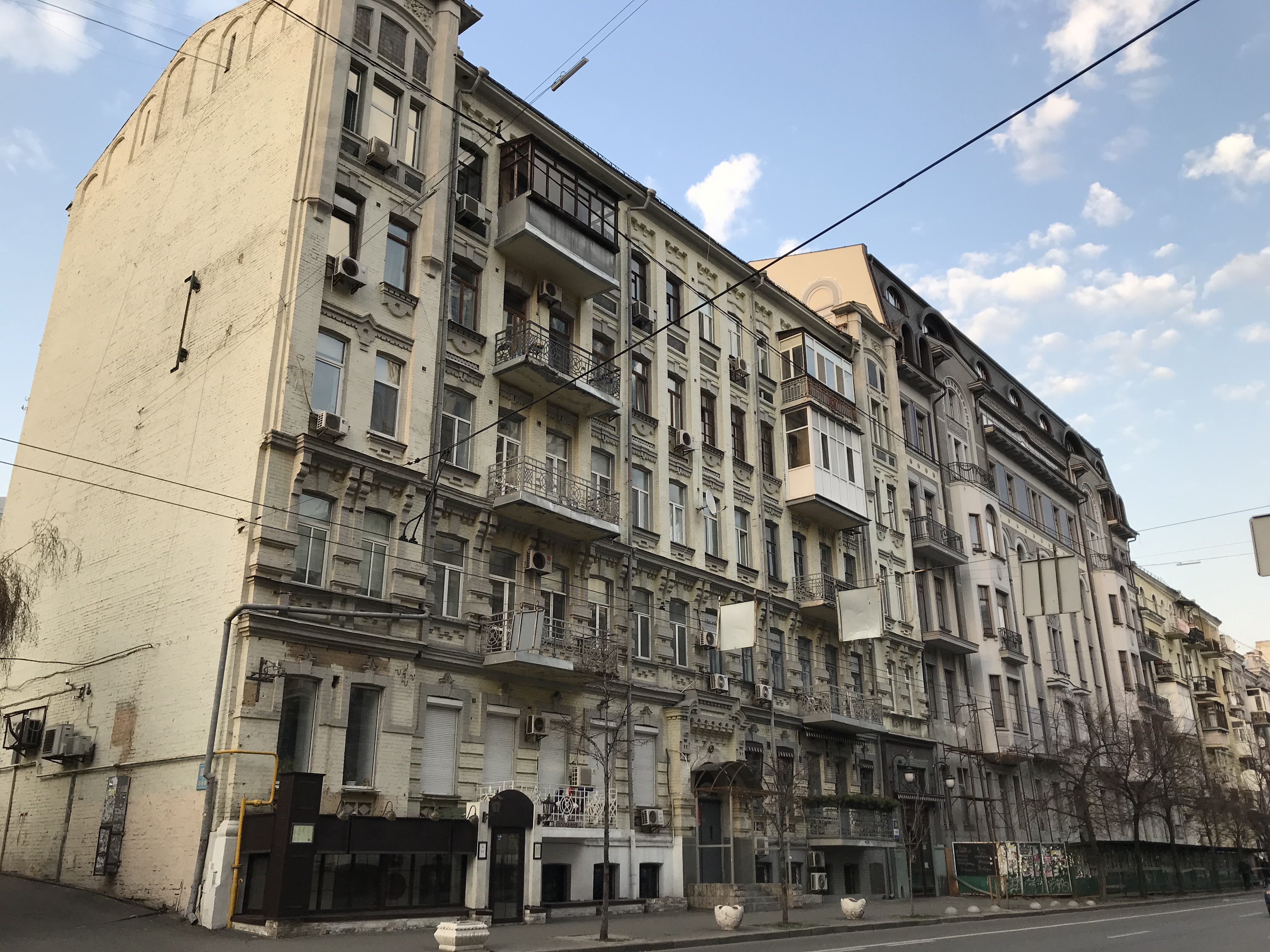
Вигляд з брандмауером
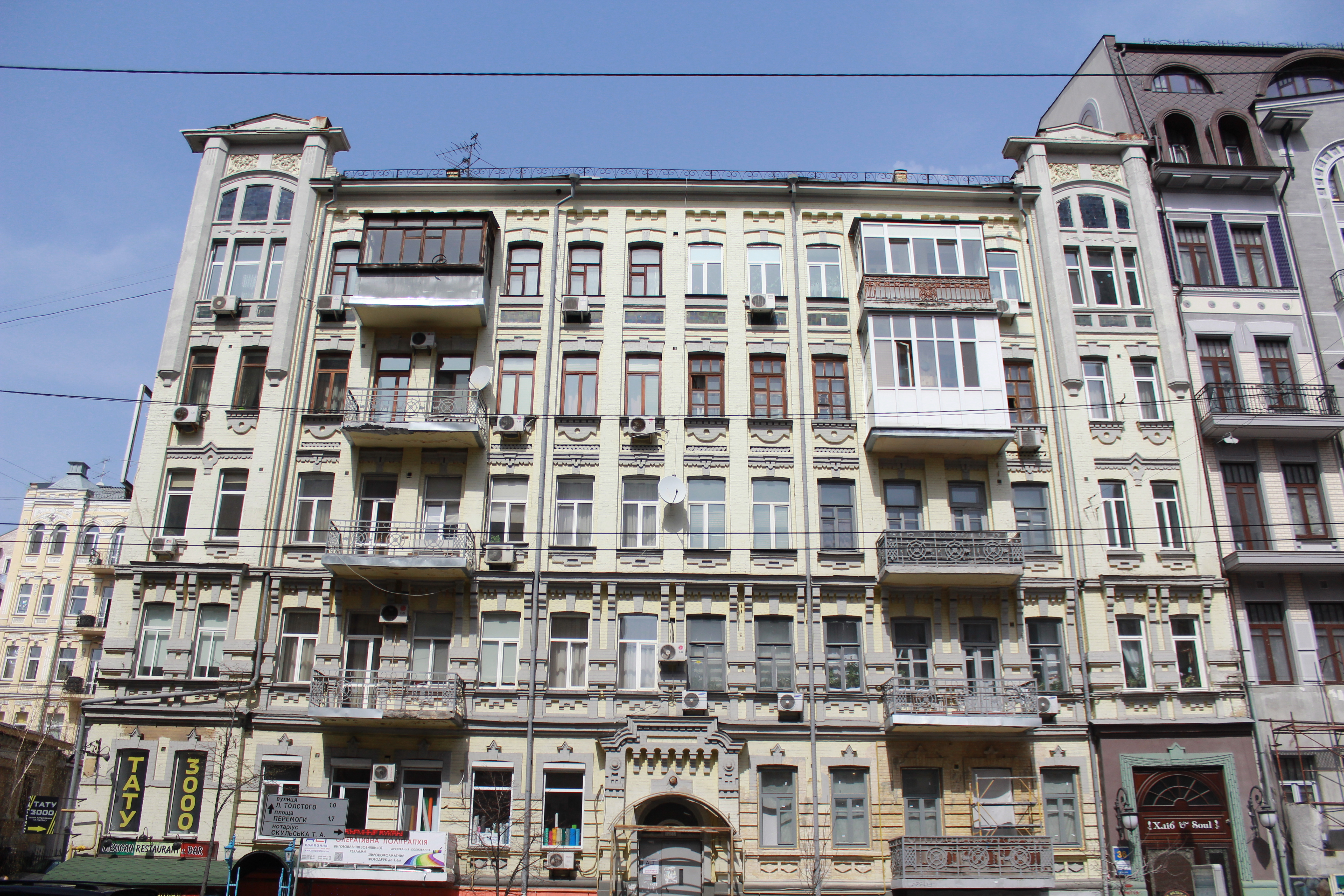
Загальний вигляд
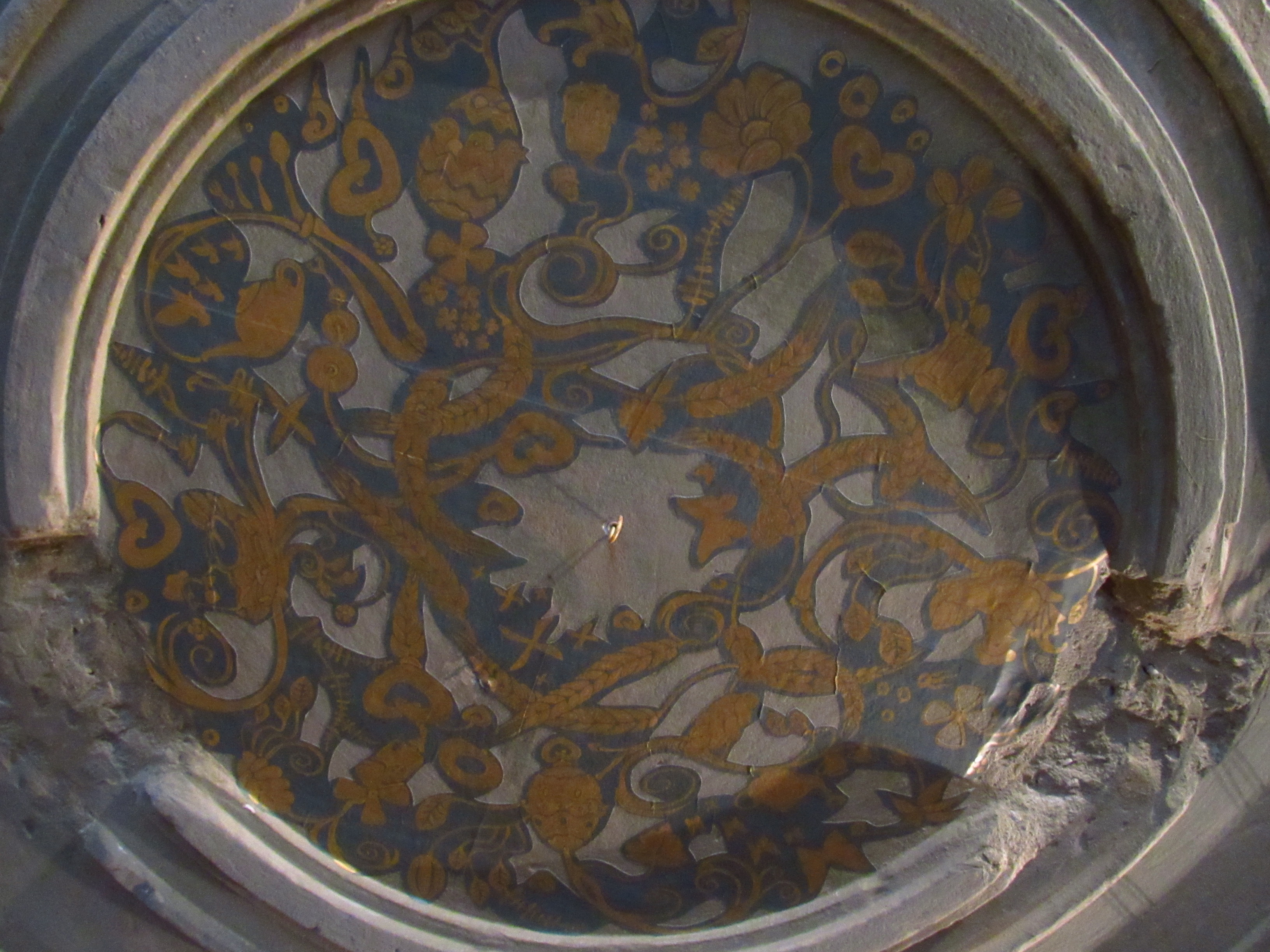
фрагмент інтер'єру